# Ярослава-Орися Колотило
Яросла́ва-Ори́ся Колоти́ло — (28 грудня 1954, с. Вишівська Долина, Марамороський повіт, Румунія) — українська громадська діячка Румунії, старший радник Міністерства культури Румунії (1992—2014), голова бухарестської філії Союзу українців Румунії (2005—2019).

## Життєпис
Народилася 28 грудня 1954 року в с. Вишівська Долина, Марамороський повіт, Румунія. Батько — Дмитро Вершигора з с. Мамаївці, Чернівецької області; мати — Анна Грижук із с. Вишівська Долина, Марамороського повіту. У шлюбі з  отцем Дмитром Колотилом, доктором теологічних наук, парохом Української православної церкви ім. Петра Могили в Бухаресті. Доньки — Наталка, Лариса і син Михайло, має п'ятеро онуків.
1969—1973 рр.  – навчалась в українській секції ліцею «Драгош Води», м. Сігет.
1973—1977 рр. — навчалась на факультеті слов'янських мов (українська і російська мови) Бухарестського університету.
1977—1981 рр. — працювала викладачем в українському селі Бистрий Марамороського повіту.
1987—1992 рр. –  працювала перекладачем на заводі «1 Травня» у м. Плоєшть та в Румунській Патріархії, музеографом в Музеї румунської літератури в Бухаресті.
1992—2014 рр. — старший радник Міністерства культури Румунії в справах національних меншин, зокрема для української національності Румунії.
Нині — позаштатний кореспондент часописів Союзу Українців Румунії. Автор понад 70 статей у газетах і журналах СУРу («Український вісник», «Наш голос», «Вільне слово», «Curierul ucrainean») українською та румунською мовами.
Громадська діяльність: На І-му Конгресі Союзу Українців Румунії (СУР) 1990 року була обрана секретарем центральної організації СУРу.
З 1994 року — заступник Голови СУРу.
2005—2019 рр. — голова Бухарестської  філії СУРу.
1991—2012  рр. — голова  Жіночої організації СУРу, нині — заступник і член Комісії в справах жіноцтва.
Суспільно-культурна діяльність: Доклалася до відродженням культури українців Румунії.
1990 року заснувала в Бухаресті  дитячий сімейний ансамбль, «Веселі дзвіночки», на основі якого постав   Молодіжний ансамбль «Зоря», куди до бухарестської молоді долучилися українські учні і студенти, які вчаться у столиці Румунії.
Як спеціаліст з проблем культури і громадський діяч стала ініціатором і організатором численних українських культурних заходів, більшість з яких стали традиційними, серед них:
- «Фестиваль українських колядок і обрядів» в Сігеті (з 1993 року);
- Міжетнічний фестиваль «Співжиття» в Сучавському повіті (з 1993 р);
- «Шевченківські дні», започатковані у Бухаресті з 1992 р.;
- «Дні української культури» в Добруджі, Банаті, Буковині, Бухаресті та на Марамореші з 1994 р.;
- «Фестиваль-конкурс української поезії», започаткований у 2001 році у Вишній Рівні як регіональний і який проходить щороку на національному рівні;
- Фестиваль «Українська осінь» в Реметах, Мараморощина з 2003 р.;
- «Свято поета Гаврила Климпуша» у селі Вишівська Долина, де була встановлена меморіальна дошка на його родинному домі (1997 р);
- весняне вівчарське свято «Гуцульська Міра» (разом з Дмитром Коренюком) у с. Бистрий, що на Мараморощині, приурочене  виходу на полонину, започатковане з 2003 р.;
- симпозіум і «Свято Мазепи» в Галаці і Бухаресті  з 2004 р.;
- «Свято Лукіяна Кобилиці» у буковинському селі Нісіпіті (2001 р.);
- «Свята Ольги Кобилянської» в Бухаресті (1994 р);
- «Свята Шевченка» в Бухаресті, Негостині, Сату-Маре, Тульчі, Лугожі та  Сігеті;
- Симпозіуму з нагоди 150-річчя від народження Івана Франка (2006);
- Міжнародних фестивалів українського фольклору у Тульчі (Добруджа), Сереті і Тимішорі;
Сприяла проведенню  міжнародної акції «Слідами задунайських козаків» у Тульчі і по селах гирла Дунаю (2000, 2013  та 2014 рр.), а також польових досліджень нащадків задунайських козаків у північній Добруджі (за підтримки науковців Одеського Університету) і українців північно-західної Румунії разом із Повітовим Музеєм Сату-Маре (в співпраці з спеціалістами  Ужгородського Університету).

## Нагороди
- Медаль «За культурні заслуги» Уряду Румунії  (2004);
- медаль Товариства «Україна — Світ» (2005);
- медаль Міністерства культури і туризму України  (2005);
- медаль «Вірність козацьким традиціям» (2009);
- медаль «Заслужена Гуцулка України» (2000);
- відзнака-медаль «Патріот Гуцульщини» (2012);
- медаль «За відродження України» (2016);
- медаль від СУРу «200 років з дня народження Т. Шевченка» (2014);
- медаль від української газети «Новий вік» — «Вільне слово» з нагоди святкування 65-річчя (2014);
- медаль з нагоди святкування 25 років від заснування журналу «Наш голос» (2015);
- лауреат Міжнародної премії імені Ольги Кобилянської (2011);
- Відзнака Президента України — ювілейна медаль «25 років незалежності України» (22 серпня 2016) — за вагомий особистий внесок у зміцнення міжнародного авторитету Української держави, популяризацію її історичної спадщини і сучасних надбань та з нагоди 25-ї річниці незалежності України[1]